# Klyne Snodgrass
Klyne Ryland Snodgrass (28 dicembre 1944) è un biblista e teologo statunitense.

## Biografia
Snodgrass ha conseguito il bachelor of arts al Columbia Bible College e il Master of Divinity alla Trinity Evangelical Divinity School, quindi ha completato i suoi studi nel 1973, conseguendo il Ph.D. all'Università di St. Andrews. Appena conseguito il dottorato, ha insegnato per un anno al Georgetown College in Kentucky. Nel 1974 è passato al North Park Theological Seminary a Chicago, dove ha insegnato prima come assistente, poi come professore associato e dal 1984 come professore ordinario. Nel 2015 si è ritirato dall'insegnamento, diventando professore emerito. Pur essendo stato consacrato pastore della Southern Baptist Convention, Snodgrass è stato affiliato anche alla Evangelical Covenant Church, tanto da definirsi sia battista che evangelico. Snodgrass è sposato e dalla moglie Phyllis ha avuto due figli.

## Libri principali
- The Parable of the Wicked Tenants: An Inquiry into Parable Interpretation (1983)
- Ephesians in The NIV Application Commentary (1996)
- Between Two Truths: Living with Biblical Tensions (2004)
- Stories With Intent: A Comprehensive Guide to the Parables of Jesus (2008)